# GDCh-Preis für Journalisten und Schriftsteller
Der Preis der GDCh für Journalisten und Schriftsteller ist eine Auszeichnung, die seit 1980 in unregelmäßigen Abständen von der Gesellschaft Deutscher Chemiker (GDCh) an Personen vergeben wird, die fachspezifische Probleme und Lösungen der Chemie durch schriftstellerische Leistung für die Öffentlichkeit transparent gemacht haben.
Der Preis wurde seit 1997 zunächst abwechselnd an Journalisten oder Schriftsteller verliehen. Seit 2008 richtet sich die Ausschreibung jeweils gleichzeitig an Schriftsteller und Journalisten. Der Preis beinhaltet neben einer Urkunde ein Preisgeld in Höhe von 7500 Euro.

## Preisträger

### Preis für Journalisten
- 1981: Hans-Jürgen Bersch, Mainz
- 1983: Ernst H. Haux, Bonn
- 1986: Otto Krätz, München
- 1987: Reinhold Ellmer, Schwerte
- 1988: Friedrich L. Boschke, Bammental
- 1991: Hubert Nachtsheim, Frankfurt/Main
- 1992: Rainer Flöhl, Frankfurt/Main
- 1996: Jean Pütz, Köln
- 1997: Axel Fischer, München
- 2006: Hellmuth Nordwig, Fürstenfeldbruck

### Preis für Schriftsteller
- 1997: Dietrich Stoltzenberg, Hamburg
- 2001: Carl Djerassi, Stanford/USA
- 2003: John Emsley, Ampthill/UK

### Preis für Journalisten und Schriftsteller
- 2008: Klaus Roth, Berlin
- 2010: Georg Schwedt, Bonn
- 2012: Vera Köster, Weinheim
- 2014: Michael Groß, Oxford/UK

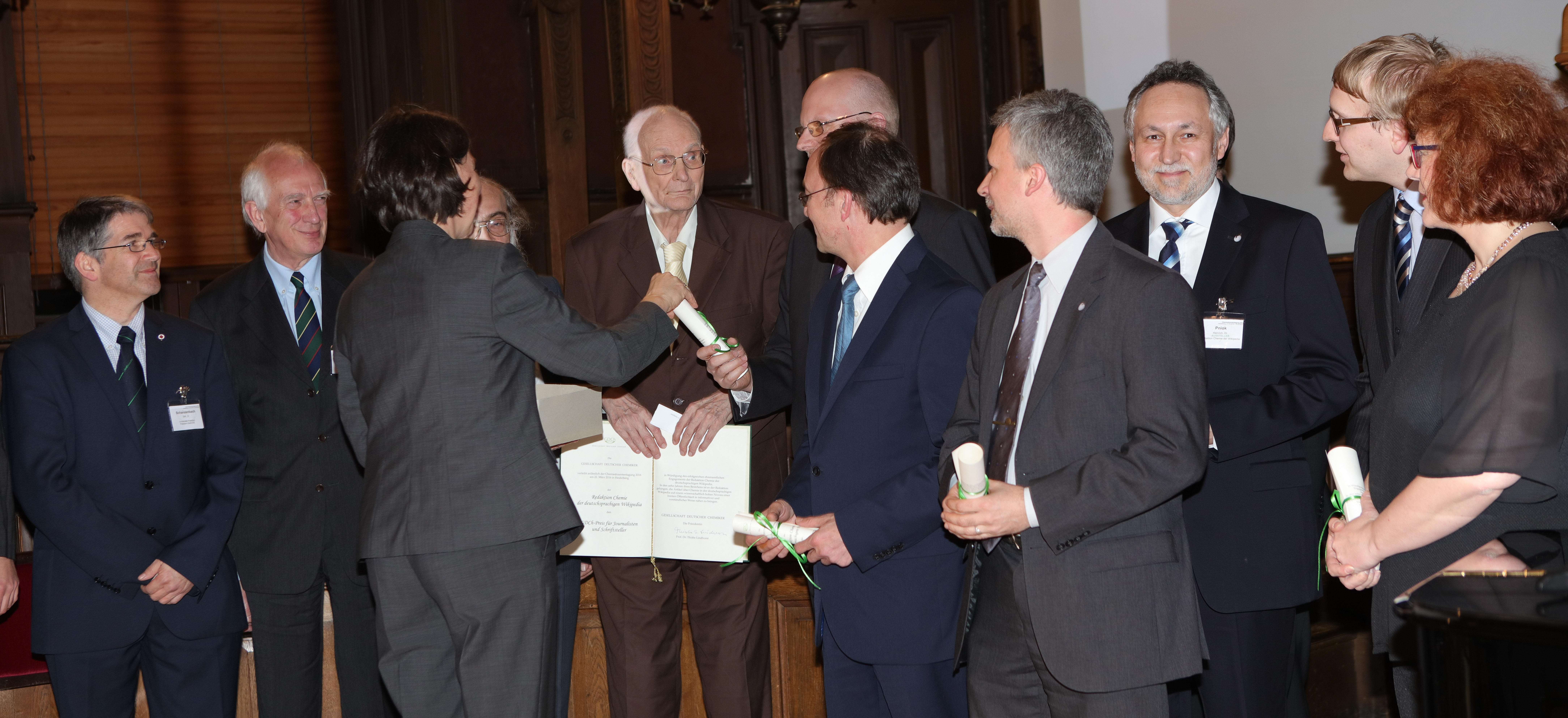
Preisverleihung 2016 an die Redaktion Chemie

- 2016: Redaktion Chemie der deutschsprachigen Wikipedia[1]
- 2018: nicht vergeben
- 2020: Mai Thi Nguyen-Kim
- 2022: Lars Fischer[2]